# Zoe Hunter
Zoe Hunter, de soltera Zoe Rahim (Swansea, 1940 - Victoria, 2023), fue una activista por la paz, el medio ambiente y los derechos humanos. Cofundó la ONG ambientalista internacional Greenpeace en 1971 junto a Dorothy Metcalfe, Marie Bohlen, Dorothy Stowe, Jim Bohlen, Robert Hunter, Irwin Stowe, Ben Metcalfe y Paul Côté.

## Trayectoria
Zoe fue una activista británica por el desarme nuclear y cofundadora de Greenpeace. En 1962, mientras militaba en la Campaña por el Desarme Nuclear del Reino Unido, conoció a Bob Hunter en Londres, a quien introdujo en el pacifismo a través de las obras de Bertand Russell. En 1963, lo llevó a su primera protesta política, una marcha a favor de la paz en la instalación nuclear de Aldermaston. Tuvieron dos hijos, Justine y Conan.
Tras casarse, Hunter, se trasladó a Canadá, donde formó parte del movimiento Don’t Make A Wave Committee, que protestaba contra las pruebas nucleares que los Estados Unidos llevaban a cabo en el archipiélago de Amchitka (Alaska). Este grupo activista daría origen a Greenpeace.
Desde el inicio, Hunter fue una de las organizadoras del movimiento. Participó activamente en la expedición a Amchitka en 1970, propuesta por Marie Bohlen, gestionando el aprovisionamiento del barco y colaborando en la recaudación de fondos, incluida la organización de un concierto benéfico. Mientras Dorothy Stowe convirtió su casa en la primera oficina de Greenpeace y Dorothy Metcalfe estableció una sala de radio para narrar la expedición, Hunter se encargó de la logística y la ejecución de la expedición. A pesar de su trabajo ninguna de ellas formó parte de la expedición, una decisión que Bob Hunter más tarde reconocería como un error.
Zoe continuó comprometida con el activismo, colaborando con organizaciones dedicadas a la conservación del medioambiente y con Amnistía Internacional. En sus últimos años, padeció Alzheimer y falleció en Victoria en 2023.

## Reconocimientos
Para conmemorar el 50 aniversario de Greenpeace el equipo de género de la sede en España elaboró el documento "50 aniversario desde una visión ecofeminista". Este trabajo busca dar visibilidad a las historias de sus fundadoras Dorothy Stowe, Marie Bohlen, Zoe Hunter y Dorothy Metcalfe, destacando su papel fundamental en la creación de la organización y en la defensa del medio ambiente desde una perspectiva ecofeminista.